# 조관묵
조관묵(趙官默, 1927년 1월 6일 ∼ 1950년 11월 3일)은 대한민국의 경찰 경감이다. 전쟁기념관에서 2018년 11월의 호국인물로, 국가보훈처에서 2019년 5월의 6.25 전쟁 영웅으로 선정한 인물이다.

## 생애
1927년 1월 6일 강원도 양구군에서 출생하여 1948년 순경으로 임용된 조관묵은 강원경찰국 춘천경찰서에서 근무하던 중, 한국전쟁이 발발하였다. 6.25전쟁 당시 양구전방은 백석산지구전투, 양구 동북방 피의 능선 전투 등이 치열하게 진행되고 있었다. 이후 서울을 수복하고 국군의 북진이 본격화되던 1950년 10월, 조관묵 경감(당시 경위)은 춘천경찰서 양구파견대의 중대장으로서 대원 30여 명과 함께 양구 지역의 치안 업무를 수행하였다. 당시 경찰의 주요 업무는 후방에 고립된 적을 토벌하고 치안을 확보하는 것이었다. 인천상륙작전 이후 국군이 북진하는 사이 후방에 남아 있던 북한군의 패잔병들이 산 속에 숨으며 게릴라 작전을 펼치곤 하였다. 그들로 인해 사상자가 발생하는 등 문제가 지속적으로 생겨 치안에 위협이 되었는데, 그들을 제압하는 임무에 국군과 경찰이 함께 하였다.

### 양구파견대 중대장
1950년 11월 3일, 조관묵이 이끄는 양구파견대가 북한군의 습격을 받았다. 북한 인민군 제10사단 소속의 1개 연대 규모의 패잔병들이 양구파견대를 공격했다. 양구파견대는 다시 반격을 시도하며 격전을 펼쳤지만 양구-춘천간 도로를 우회 차단한 적의 배면 공격으로 소대와 중대가 통신이 두절되는 등 매우 불리한 여건에 봉착했다.
조관묵 경감은 재반격을 위해 양구읍 학조리 인근 야산에 임시 진지를 편성했다. 어려운 환경 속에서 양구파견대와 국군은 인민군의 공격을 막아내며 끝까지 분투하였다. 조관묵 경감은 탁월한 작전 지휘로 30여명의 소대원을 안전하게 이동시킨 후 본인은 최후까지 남아 맞서다가 학조리 야산에서 적군의 총탄이 복부를 관통해 전사했다.

## 사후
그는 어려운 상황 속에서도 시민의 안전을 지키기 위해 힘썼다. 적의 맹공격 속에서도 2,000여 명의 양구 시민을 안전하게 후방으로 대피할 수 있도록 도우면서 임무를 성공적으로 완수했다. 정부는 그의 공훈을 기려 경위에서 경감으로 1계급 특진을 추서했다. 1992년 5월 23일 강원도 양구군은 충혼비를 세워 고인의 희생과 헌신은 기리도록 했다. 2018년 11월 1일에는 전쟁기념관 호국추모실에서 유가족과 경찰 주요 인사 등 100여 명이 참석해 고인을 추모하는 현양행사가 거행되기도 했다.
그리고 2019년 5월, 국가보훈처는 "희생을 불사한 격전으로 양구 시민을 지키다"라는 말과 함께 조관묵 경감을 5월의 6.25 전쟁 영웅으로 선정하였다.

## 같이 보기
- 이달의 호국 인물
- 이달의 6.25 전쟁영웅
- 6.25 전쟁

## 참고 자료
- 나종남 (2018년). 《군사작전을 통해 본 6.25전쟁》. 양서각.
- 국가보훈처 보도자료
- 경찰청 추모관
- 전쟁기념관 전쟁군사정보 이달의 호국 인물